# Wisła Kraków w sezonie 2007/2008 (piłka nożna)
Sezon 2007/2008 był dla Wisły Kraków 12. sezonem z rzędu, a 68. w całej historii klubu, w najwyższej klasie rozgrywkowej w polskim systemie ligowym w piłce nożnej. Zespół rozpoczął przedsezonowe treningi 26 czerwca, a zajęcia przygotowawcze odbywały się w Austrii, Krakowie i Chicago. W przerwie zimowej obozy szkoleniowe przeprowadzono w Hiszpanii. Pierwszym spotkaniem, które rozegrała drużyna, był sparing 3 lipca z Omonią Nikozja. Krakowski klub rozpoczął sezon ligowy 4 sierpnia meczem na wyjeździe z Zagłębiem Lubin. W Pucharze Polski Wisła przegrała w finale z Legią Warszawą. Drugą edycję Pucharu Ekstraklasy drużyna zakończyła w półfinale. Na 5 kolejek przed końcem rozgrywek ligowych Wisła zdobyła 11. mistrzostwo Polski i zapewniła sobie uczestnictwo w drugiej rundzie kwalifikacyjnej do Ligi Mistrzów.

## Działalność klubu

### Przed sezonem
W lutym przedstawiciele Borussii Dortmund osiągnęli porozumienie z krakowskim klubem w sprawie transferu definitywnego Jakuba Błaszczykowskiego, który po zakończeniu sezonu 2007/2008  przeniósł się oficjalnie do Niemiec. Pomocnik został drugim najdrożej sprzedanym piłkarzem w historii Wisły.
5 czerwca Lech Poznań na oficjalnej stronie internetowej poinformował o transferze Emiliana Dolhy. Krakowski klub wszczął postępowanie dyscyplinarne wobec rumuńskiego bramkarza za przedwczesne zerwanie kontraktu i wypowiedzi w mediach ujawniające kulisy nieudanych negocjacji nad nową umową.
Z końcem czerwca ze sponsorowania Wisły wycofała się Kompania Piwowarska.
Od 1 do 12 lipca kadra Wisły razem ze sztabem przygotowywała się do rundy jesiennej w ośrodku treningowym położonym w Großpetersdorf. Podczas zgrupowania rozegrano 4 sparingi z klubami z Cypru, Słowenii, Rumunii i Bułgarii. Między 25 a 30 lipca 20 zawodników krakowskiego klubu przebywało w Chicago, gdzie wzięli udział w turnieju towarzyskim Chicago Trophy, zakończonym zdobyciem statuetki. Wyjazd sprawił, że mecz 1. kolejki z Górnikiem Zabrze przesunięto na 15 sierpnia.

### Runda jesienna
Od sezonu 2007/2008 na koszulki meczowe wrócił herb klubu, który w poprzedniej edycji rozgrywek został zastąpiony symbolem gwiazdy w ramach obchodów stulecia powstania.
Na początku sierpnia Polski Związek Piłki Nożnej za pośrednictwem Wydziału Gier odrzucił skargę Wisły i potwierdził uprawnienia Dolhy do gry w Poznaniu. Decyzja została podtrzymana 20 września na posiedzeniu Związkowego Trybunału Piłkarskiego, gdzie rozpatrzono negatywnie odwołanie krakowskiego klubu.
Piłkarze Wisły w dniach 12-14 listopada wzięli udział w zgrupowaniu w Dublinie, gdzie zmierzyli się w towarzyskim spotkaniu z St. Patrick’s Athletic. Wyjazd do Irlandii był kontynuacją współpracy klubu z agencją Platinum One, która zorganizowała udział Wisły w lipcowym turnieju Chicago Trophy.

### Przerwa zimowa
18 grudnia do polskich pierwszoligowych klubów rozesłano spis nazwisk zawodników, którzy w zimowym oknie transferowym mogli zmienić zespół. Na zaakceptowanej przez radę nadzorczą liście znalazło się 18 piłkarzy z szerokiego składu Wisły.
Od 14 do 27 stycznia w prowincji Walencja przeprowadzono pierwszą część przygotowań klubu do rundy wiosennej. W trakcie zgrupowania rozegrano 4 sparingi z zagranicznymi zespołami. Zawodnicy Wisły ponownie przebywali w Hiszpanii między 1 a 13 lutego, trenując w regionie Andaluzja i biorąc udział w międzynarodowym turnieju towarzyskim.
Na styczniowym posiedzeniu Europejskiego Forum Klubowego, które odbywało się w Nyonie w siedzibie UEFA, krakowski klub dołączył do Europejskiego Zrzeszenia Klubów, składającego się z 103 zespołów.
W lutym przedstawiciele Wisły wystąpili do Polskiego Związku Piłki Nożnej o rozwiązanie umowy Tomasza Dawidowskiego z powodu licznych kontuzji. W marcu Trybunał Arbitrażowy ds. Sportu przy Polskim Komitecie Olimpijskim uwzględnił zastrzeżenia Wisły wobec wyrejestrowania Emiliana Dolhy i nadania uprawnień do gry w Lechu. Transfer rumuńskiego bramkarza wrócił do ponownego rozstrzygnięcia w Polskim Związku Piłki Nożnej.

### Runda wiosenna
Przed rozpoczęciem marcowego spotkania z Widzewem Łódź na trybuny stadionu Wisły nie została wpuszczona część kibiców gości. Powodem była niezgodność danych na dokumentach osobistych z listą autoryzowaną przez wysyłający klub. W wyniku solidaryzowania się z przyjezdnymi druga połowa meczu odbyła się bez dopingu fanów krakowskiego zespołu.
Jean Paulista za postawę wobec trenera Macieja Skorży podczas marcowego meczu przeciwko Odrze Wodzisław został dyscyplinarnie odsunięty od pierwszego zespołu. Po zakończeniu 22. kolejki krakowski klub został ukarany przez Komisję Ligi zamknięciem trybuny D na 2 spotkania ligowe z powodu rzucenia na murawę scyzoryka oraz karami finansowymi w łącznej wysokości 60 000 złotych za protesty zawodników i sztabu po czerwonej kartce Clébera. Brazylijskiemu piłkarzowi nałożono dodatkowo 3 mecze zawieszenia. Odwołanie Wisły od decyzji o zamknięciu trybuny północnej zostało rozpatrzone negatywnie przed derbami Krakowa.
Odebranie medali i pucharu za zdobycie 11. mistrzostwa Polski przez zawodników odbyło się po zakończeniu ostatniego spotkania ligowego na specjalnej scenie ustawionej na murawie stadionu Wisły. Po dekoracji zawodnicy wspólnie z kibicami świętowali tytuł na krakowskim rynku.
Podczas ostatniej kolejki inauguracyjnego sezonu Młodej Ekstraklasy zawodnicy drugiego zespołu Wisły zapewnili sobie pierwsze miejsce w tabeli.
Między 19 a 26 maja część zawodników Wisły ponownie przebywała w Ameryce Północnej, gdzie rozegrali 2 spotkania towarzyskie w Chicago i Toronto.

## Stadion

### Przed sezonem
Na przełomie czerwca i lipca przedstawiciele Stowarzyszenia Kibiców Wisły Kraków przekazali krakowskiemu magistratowi listę wad odnotowanych na oddanej do użytku trybunie południowej i powstającej trybunie północnej. Kibice krakowskiego klubu otrzymali od Jacka Majchrowskiego deklarację o współpracy przy modernizacji obiektu.
W związku z modernizacją i przebudową stadionu, na posiedzeniu przedstawicieli policji, władz miejskich i klubu z 16 lipca zadecydowano, że mecze kontrolne zaplanowane na lipiec odbyły się bez udziału publiczności.

### Runda jesienna
28 sierpnia władze miejskie przekazały klubowi w użytkowanie trybunę północną. Nowa widownia  zwiększyła pojemność stadionu o 5690 miejsc. Obiekt przy ulicy Reymonta mógł pomieścić łącznie 20 000 osób. W kolejnym dniu zgodę na organizację imprez masowych wydała policja, co umożliwiło sprzedaż po raz pierwszy biletów na nową trybunę D. Otwarcie widowni nastąpiło przed meczem 6. kolejki z Lechem Poznań.
W ostatnim dniu sierpnia pomiędzy trybunami A i E rozpoczęto prace geodezyjne związane z powstawaniem pawilonu medialnego. Budowa centrum konferencyjnego ruszyła 3 września. Koszt inwestycji oceniono na 12 000 000 złotych.

### Przerwa zimowa
W grudniu Towarzystwo Sportowe Wisła Kraków udostępniło piłkarskiej spółce Wisły w wieczyste użytkowanie część terenów przy ulicy Reymonta, na których zaplanowano utworzenie bazy treningowej z boiskami.
23 stycznia miejscy radni podjęli uchwałę, na podstawie której stadion Wisły zyskał oficjalną nazwę imienia Henryka Reymana.
W połowie lutego na dole trybuny D zamontowano metalową platformę dla osób prowadzących doping (tzw. gniazdo). Konstrukcja posiadała wymiary 1,5 x 3 metry i mogła pomieścić 3 osoby: gniazdowego oraz dwie osoby z bębnami. Pierwszym spotkaniem, podczas którego skorzystano z platformy, był sparing 16 lutego z Polonią Bytom.

### Runda wiosenna
Uroczyste otwarcie pawilonu multimedialnego odbyło się 26 lutego. Budynek multimedialny powstał jako konstrukcja żelbetowo-stalowo-szklana. W środku składa się z dwóch kondygnacji – parteru i pierwszego piętra. Parter zbudowano na planie ¾ koła, natomiast pierwsze piętro – na planie całego koła. Głównym pomieszczeniem we wnętrzu jest sala konferencyjna o powierzchni ok. 300 m².
Od 19 maja do pierwszych dni czerwca trwała rozbiórka trybuny na sektorze C, gdzie mieścił się sektor ultrasów krakowskiego zespołu. Zdemontowane krzesełka zostały przekazane klubom piłkarskim z niższych klas rozgrywkowych. W kolejnym etapie prac budowlanych przystąpiono do rozbiórki wieży od strony trybuny E.

## Orange Ekstraklasa
Rozgrywki polskiej ekstraklasy piłkarskiej w latach 2007/2008 odbyły się w dwóch rundach – jesiennej (trwającej od 27 lipca 2007 do 25 listopada 2007) oraz wiosennej (trwającej od 30 listopada 2007 do 10 maja 2008).

### Tabela
| Lp. | Drużyna                           | M  | Z  | R | P | Bramki | Bramki | Różn. | Pkt | Uwagi                                        | Bezpośrednio |
| --- | --------------------------------- | -- | -- | - | - | ------ | ------ | ----- | --- | -------------------------------------------- | ------------ |
| 1   | Wisła Kraków (M)                  | 30 | 24 | 5 | 1 | 68     | 18     | +50   | 77  | Liga Mistrzów UEFA • II runda kwalifikacyjna |              |
| 2   | Legia Warszawa1                   | 30 | 20 | 3 | 7 | 48     | 17     | +31   | 63  | Puchar UEFA • I runda                        |              |
| 3   | Dyskobolia Grodzisk Wielkopolski2 | 30 | 18 | 6 | 6 | 52     | 24     | +28   | 60  |                                              |              |
| 4   | Lech Poznań3                      | 30 | 17 | 6 | 7 | 55     | 32     | +23   | 57  | Puchar UEFA • I runda                        |              |
| 5   | Zagłębie Lubin4 (S)               | 30 | 15 | 7 | 8 | 43     | 30     | +13   | 52  | Spadek do I ligi                             |              |

Źródło: 90minut.pl 
Oznaczenia: (M) – tytuł mistrzowski, (A) – awans, (S) – spadek.
Zasady ustalania kolejności: 1. liczba zdobytych punktów w całym cyklu rozgrywek; 2. liczba punktów zdobyta w meczach bezpośrednich; 3. różnica bramek w meczach bezpośrednich; 4. różnica bramek w meczach bezpośrednich – bramki zdobyte na wyjeździe liczone podwójnie; 5. różnica bramek w całym cyklu rozgrywek; 6. liczba zdobytych bramek w całym cyklu rozgrywek. 
Bezpośrednio: stosowane, gdy dwie lub więcej drużyn mają identyczny dorobek punktowy.
Objaśnienia:
1Legia Warszawa zakwalifikowała się do Pucharu UEFA jako zwycięzca Pucharu Polski.

2 Dyskobolia Grodzisk Wielkopolski została wykupiona po sezonie przez II ligową Polonia Warszawa i zrezygnowała z prawa startu w europejskich pucharach w sezonie 2008/2009.

3 Polski Związek Piłki Nożnej podjął decyzję, że do najbliższej edycji Pucharu UEFA zostanie zgłoszony Lech Poznań.

### Wyniki spotkań
| Mecz           | Data            | Godz. | Stadion               | Przeciwnik            | Wynik | Punkty | Strzelcy                                             |
| -------------- | --------------- | ----- | --------------------- | --------------------- | ----- | ------ | ---------------------------------------------------- |
| Runda jesienna |                 |       |                       |                       |       |        |                                                      |
| 1              | 4 sierpnia      | 20:00 | Lubin                 | Zagłębie Lubin        | 1:0   | 3      | Paweł Brożek                                         |
| 2              | 10 sierpnia     | 20:00 | Kraków                | Korona Kielce         | 4:0   | 6      | Paweł Brożek (2), Cléber, Niedzielan                 |
| 3              | 15 sierpnia     | 20:00 | Kraków                | Górnik Zabrze         | 2:0   | 9      | Cléber, Paweł Brożek                                 |
| 4              | 18 sierpnia     | 19:00 | Łódź                  | Widzew Łódź           | 3:1   | 12     | Zieńczuk, Cléber, Paweł Brożek                       |
| 5              | 25 sierpnia     | 18:15 | Bełchatów             | GKS Bełchatów         | 0:0   | 13     | –                                                    |
| 6              | 1 września      | 18:15 | Kraków                | Lech Poznań           | 4:2   | 16     | Paweł Brożek (2), Paulista (2) – Cléber (sam.)       |
| 7              | 15 września     | 18:00 | Wodzisław Śląski      | Odra Wodzisław        | 2:2   | 17     | Zieńczuk (2)                                         |
| 8              | 23 września     | 14:30 | Kraków                | Polonia Bytom         | 5:0   | 20     | Zieńczuk, Kosowski, Boguski, Piotr Brożek, Dudu      |
| 9              | 30 września     | 19:15 | Chorzów               | Ruch Chorzów          | 3:0   | 23     | Zieńczuk, Sobolewski, Cantoro                        |
| 10             | 6 października  | 18:00 | Kraków                | Jagiellonia Białystok | 5:0   | 26     | Zieńczuk (2), Paweł Brożek, Paulista, Piotr Brożek   |
| 11             | 20 października | 16:00 | Kraków                | Cracovia              | 2:1   | 29     | Zieńczuk, Boguski                                    |
| 12             | 28 października | 19:30 | Kraków                | Legia Warszawa        | 1:0   | 32     | Zieńczuk                                             |
| 13             | 3 listopada     | 16:00 | Łódź                  | ŁKS Łódź              | 1:0   | 35     | Dudka                                                |
| 14             | 10 listopada    | 18:15 | Kraków                | Dyskobolia            | 3:0   | 38     | Zieńczuk, Paweł Brożek, Ḱumbew (sam.)                |
| 15             | 25 listopada    | 17:00 | Wodzisław Śląski      | Zagłębie Sosnowiec    | 3:1   | 41     | Boguski, Paweł Brożek (2)                            |
| Runda wiosenna |                 |       |                       |                       |       |        |                                                      |
| 16             | 2 grudnia       | 18:15 | Zabrze                | Górnik Zabrze         | 3:1   | 44     | Paulista, Sobolewski, Zieńczuk                       |
| 17             | 9 grudnia       | 18:15 | Kraków                | Zagłębie Lubin        | 2:1   | 47     | Paweł Brożek, Zieńczuk                               |
| 18             | 22 lutego       | 20:00 | Kielce                | Korona Kielce         | 1:1   | 48     | Kokoszka                                             |
| 19             | 1 marca         | 18:15 | Kraków                | Widzew Łódź           | 1:0   | 51     | Paweł Brożek                                         |
| 20             | 9 marca         | 17:00 | Kraków                | GKS Bełchatów         | 2:0   | 54     | Zieńczuk, Paweł Brożek                               |
| 21             | 15 marca        | 18:30 | Poznań                | Lech Poznań           | 2:1   | 57     | Zieńczuk, Paweł Brożek – Piotr Brożek (sam.)         |
| 22             | 22 marca        | 19:00 | Kraków                | Odra Wodzisław        | 0:0   | 58     | –                                                    |
| 23             | 28 marca        | 20:00 | Bytom                 | Polonia Bytom         | 2:1   | 61     | Baszczyński, Łobodziński                             |
| 24             | 5 kwietnia      | 20:15 | Kraków                | Ruch Chorzów          | 2:0   | 64     | Paweł Brożek, Jirsák                                 |
| 25             | 12 kwietnia     | 20:00 | Białystok             | Jagiellonia Białystok | 2:1   | 67     | Matusiak, Zieńczuk                                   |
| 26             | 20 kwietnia     | 17:00 | Kraków                | Cracovia              | 2:1   | 70     | Paweł Brożek, Paweł Brożek                           |
| 27             | 27 kwietnia     | 17:00 | Warszawa              | Legia Warszawa        | 1:2   | 70     | Paweł Brożek                                         |
| 28             | 4 maja          | 17:00 | Kraków                | ŁKS Łódź              | 5:2   | 73     | Díaz, Zieńczuk, Paweł Brożek, Paulista, Paweł Brożek |
| 29             | 7 maja          | 19:00 | Grodzisk Wielkopolski | Dyskobolia            | 0:0   | 74     | –                                                    |
| 30             | 10 maja         | 19:00 | Kraków                | Zagłębie Sosnowiec    | 4:0   | 77     | Cléber, Paweł Brożek (2), Jirsák                     |

Ostatnia aktualizacja: 30. kolejka
    zwycięstwo     remis     porażka
1. ↑  Zagłębie Sosnowiec w rundzie jesiennej rozgrywało spotkania jako gospodarz na stadionie w Wodzisławiu, ze względu na niespełnienie wymogów licencyjnych przez stadion w Sosnowcu.

### Kolejka po kolejce
| 1 | 2 | 3 | 4 | 5 | 6 | 7 | 8 | 9 | 10 | 11 | 12 | 13 | 14 | 15 | 16 | 17 | 18 | 19 | 20 | 21 | 22 | 23 | 24 | 25 | 26 | 27 | 28 | 29 | 30 |
| - | - | - | - | - | - | - | - | - | -- | -- | -- | -- | -- | -- | -- | -- | -- | -- | -- | -- | -- | -- | -- | -- | -- | -- | -- | -- | -- |
| 3 | 2 | 1 | 1 | 2 | 2 | 2 | 2 | 2 | 1  | 1  | 1  | 1  | 1  | 1  | 1  | 1  | 1  | 1  | 1  | 1  | 1  | 1  | 1  | 1  | 1  | 1  | 1  | 1  | 1  |

    II runda kwalifikacyjna Ligi Mistrzów     I runda kwalifikacyjna Pucharu UEFA

## Remes Puchar Polski
Jako drużyna występująca w sezonie 2006/2007 w rozgrywkach Orange Ekstraklasy, Wisła Kraków rozpoczęła rozgrywki Pucharu od 1/16 finału.
| Faza  | Data            | Godz. | Stadion               | Przeciwnik     | Wynik                     | Strzelcy                                                                  |
| ----- | --------------- | ----- | --------------------- | -------------- | ------------------------- | ------------------------------------------------------------------------- |
| 1/16  | 26 września     | 20:00 | Wrocław               | Śląsk Wrocław  | 2:2, po dogrywce 4:5 (k.) | Paweł Brożek, Janukiewicz (sam.) · Cléber Zieńczuk Dudka Baszczyński Dudu |
| 1/8   | 31 października | 14:30 | Tychy                 | GKS Tychy      | 3:1                       | Dudu (2), Paweł Brożek                                                    |
| 1/4   | 1 kwietnia      | 18:15 | Gdynia                | Arka Gdynia    | 0:0                       | –                                                                         |
| 1/4   | 9 kwietnia      | 18:00 | Kraków                | Arka Gdynia    | 2:1                       | Zieńczuk, Cantoro                                                         |
| 1/2   | 23 kwietnia     | 18:00 | Kraków                | Dyskobolia     | 0:0                       | –                                                                         |
| 1/2   | 30 kwietnia     | 17:45 | Grodzisk Wielkopolski | Dyskobolia     | 1:0                       | Paweł Brożek                                                              |
| Finał | 13 maja         | 17:00 | Bełchatów             | Legia Warszawa | 0:0, po dogrywce 3:4 (k.) | · Głowacki Zieńczuk Cléber Paulista Baszczyński                           |

Ostatnia aktualizacja: 13 maja 2008
    zwycięstwo     remis     porażka
1. ↑  W 77. minucie mecz został przerwany na 9 minut z powodu awantur na trybunach.

## Puchar Ekstraklasy
Jako drużyna występująca w sezonie 2006/2007 w rozgrywkach Orange Ekstraklasy, Wisła Kraków rozpoczęła rozgrywki Pucharu od 1. rundy, skąd awansowała do dalszych etapów z pierwszego miejsca w grupie D.
| Faza    | Data            | Godz. | Stadion   | Przeciwnik            | Wynik | Strzelcy                                        |
| ------- | --------------- | ----- | --------- | --------------------- | ----- | ----------------------------------------------- |
| Grupa D | 19 września     | 17:45 | Kraków    | Górnik Zabrze         | 0:1   | Ćwielong (sam.)                                 |
| Grupa D | 10 października | 18:30 | Bełchatów | GKS Bełchatów         | 1:1   | Jirsák                                          |
| Grupa D | 24 października | 18:30 | Kraków    | Zagłębie Sosnowiec    | 1:1   | Małecki                                         |
| Grupa D | 7 listopada     | 18:00 | Kraków    | Zagłębie Sosnowiec    | 2:0   | Dudu, Szabat                                    |
| Grupa D | 28 listopada    | 17:30 | Zabrze    | Górnik Zabrze         | 1:0   | Mączyński                                       |
| Grupa D | 5 grudnia       | 18:00 | Kraków    | GKS Bełchatów         | 2:1   | Smółka, Rado                                    |
| 1/4     | 26 lutego       | 20:30 | Białystok | Jagiellonia Białystok | 1:1   | Dudu                                            |
| 1/4     | 3 marca         | 18:00 | Kraków    | Jagiellonia Białystok | 5:0   | Sobolewski, Cléber, Kmiecik, Piotr Brożek, Dudu |
| 1/2     | 19 marca        | 18:20 | Warszawa  | Legia Warszawa        | 1:1   | Boguski                                         |
| 1/2     | 15 kwietnia     | 18:15 | Kraków    | Legia Warszawa        | 0:1   | –                                               |

Ostatnia aktualizacja: 13 maja 2008
    zwycięstwo     remis     porażka
1. ↑  Zagłębie Sosnowiec ze względu na niespełnienie wymogów licencyjnych przez stadion w Sosnowcu zagrało w Krakowie w roli gospodarza.

## Mecze towarzyskie
| Data                                     | Przeciwnik            | Miejsce        | Wynik | Strzelcy                                            |
| ---------------------------------------- | --------------------- | -------------- | ----- | --------------------------------------------------- |
| Rozegrane w przerwie letniej             |                       |                |       |                                                     |
| 3 lipca                                  | Omonia Nikozja        | Graz           | 1:0   | Ćwielong                                            |
| 7 lipca                                  | NK Drava Ptuj         | Großpetersdorf | 3:0   | Paweł Brożek, Sobolewski, Cléber                    |
| 9 lipca                                  | Universitatea Krajowa | Großpetersdorf | 2:0   | Kmiecik, Paulista                                   |
| 12 lipca                                 | Lewski Sofia          | Lindabrunn     | 0:1   | –                                                   |
| 18 lipca                                 | Jagiellonia Białystok | Kraków         | 1:1   | Dudka                                               |
| 21 lipca                                 | Widzew Łódź           | Kraków         | 0:1   | –                                                   |
| 27 lipca Chicago Trophy                  | Reggina Calcio        | Chicago        | 1:1   | Dudka                                               |
| 29 lipca Chicago Trophy                  | Sevilla FC            | Chicago        | 1:0   | Niedzielan                                          |
| Rozegrane w trakcie rundy jesiennej      |                       |                |       |                                                     |
| 15 sierpnia                              | GKS Jastrzębie        | Kraków         | 2:4   | Dudu (2)                                            |
| 21 sierpnia                              | Polonia Bytom         | Kraków         | 2:1   | Dudu, Paulista                                      |
| 12 października                          | MŠK Žilina            | Wisła          | 2:0   | Jirsák, Magiera                                     |
| 13 listopada                             | St Patrick's Athletic | Dublin         | 1:1   | Dudu                                                |
| 5 grudnia                                | Wisła II Kraków       | Kraków         | 6:1   | Kubowicz, Kałuda (3), Jałocha, Chodźko – Frankowski |
| Rozegrane w przerwie zimowej             |                       |                |       |                                                     |
| 16 stycznia                              | Levante II            | Oliva          | 1:0   | Dudu                                                |
| 18 stycznia                              | Steaua Bukareszt      | Oliva          | 0:0   | –                                                   |
| 22 stycznia                              | FC Basel              | Orihuela       | 2:1   | Mannara, Zieńczuk                                   |
| 26 stycznia                              | CSKA Sofia            | Oliva          | 0:2   | –                                                   |
| 4 lutego Playas de Huelva                | Interblock Lublana    | Cartaya        | 0:2   | –                                                   |
| 6 lutego Playas de Huelva                | FK Chimki             | Cartaya        | 1:1   | Kmiecik                                             |
| 9 lutego Playas de Huelva                | CSKA Sofia            | Cartaya        | 0:0   | –                                                   |
| 12 lutego                                | Drogheda United       | Sewilla        | 4:1   | Jirsák, Paulista, Zieńczuk, Piotr Brożek            |
| 15 lutego                                | Górnik Zabrze         | Zabrze         | 0:3   | –                                                   |
| 16 lutego                                | Polonia Bytom         | Kraków         | 2:0   | Matusiak, Paweł Brożek                              |
| Rozegrane po zakończeniu sezonu ligowego |                       |                |       |                                                     |
| 16 maja                                  | Skawa Wadowice        | Wadowice       | 1:1   | Sobolewski                                          |
| 22 maja                                  | Chicago Fire          | Chicago        | 0:0   | –                                                   |
| 25 maja                                  | Brazylia U-19         | Toronto        | 2:0   | Jirsák, Cantoro                                     |

1. ↑  Wewnętrzny mecz kontrolny.

Ostatnia aktualizacja: 25 maja 2008.
    zwycięstwo     remis     porażka

## Zawodnicy

### Skład
| Bramkarze              |                      |                      |      |                       |         |    |       |   |       |   |    |    |       |       |
| 1                      | Ilie Cebanu          | 29 grudnia 1986      | 2007 | Kapfenberger SV       | 1       | 0  | 0     | 0 | (1)   | 0 | 2  | 0  | 0     | 0     |
| 12                     | Marcin Juszczyk      | 23 stycznia 1985     | 2004 | Górnik Wieliczka      | 3       | 0  | 1     | 0 | 9 (1) | 0 | 14 | 0  | 0/0/1 | 0     |
| 81                     | Mariusz Pawełek      | 17 marca 1981        | 2006 | Odra Wodzisław        | 26      | 0  | 6     | 0 | 0     | 0 | 32 | 0  | 0/2/0 | 0     |
| Obrońcy                |                      |                      |      |                       |         |    |       |   |       |   |    |    |       |       |
| 4                      | Marcin Baszczyński   | 7 czerwca 1977       | 2000 | Ruch Chorzów          | 26 (1)  | 1  | 7     | 0 | 4     | 0 | 38 | 1  | 3/0/1 | 0     |
| 8                      | Piotr Brożek         | 21 kwietnia 1983     | 2001 | Wisła II Kraków       | 18 (9)  | 2  | 4 (1) | 0 | 3 (3) | 1 | 38 | 3  | 4/0/0 | 0     |
|                        | Łukasz Burliga       | 10 maja 1988         | 2007 | Wisła II Kraków       | 0       | 0  | 0     | 0 | (2)   | 0 | 2  | 0  | 0     | 0     |
| 25                     | Cléber               | 29 kwietnia 1974     | 2006 | Vitória Guimarães     | 26      | 4  | 7     | 0 | 7 (1) | 1 | 41 | 5  | 4/1/1 | 1/0/0 |
|                        | Rafał Darda          | 9 maja 1988          | 2007 | Wisła II Kraków       | 0       | 0  | 0     | 0 | (1)   | 0 | 1  | 0  | 0     | 0     |
| 6                      | Arkadiusz Głowacki   | 13 marca 1979        | 2000 | Lech Poznań           | 25 (1)  | 0  | 6     | 0 | 1 (1) | 0 | 25 | 0  | 7/3/1 | 0/1/0 |
|                        | Radosław Jacek       | 23 stycznia 1986     | 2005 | Wisła II Kraków       | 0       | 0  | 0     | 0 | (1)   | 0 | 1  | 0  | 0     | 0     |
| 13                     | Adam Kokoszka        | 6 października 1986  | 2005 | Wisła Kraków U-19     | 9 (1)   | 1  | 1 (2) | 0 | 4     | 0 | 17 | 1  | 2/0/1 | 0     |
|                        | Mateusz Kowalski     | 30 września 1986     | 2008 | Wisła II Kraków       | 0       | 0  | 0     | 0 | 2     | 0 | 2  | 0  | 0     | 0     |
|                        | Mariusz Magiera      | 25 sierpnia 1984     | 2003 | Gwarek Zabrze         | 0       | 0  | 0     | 0 | 5 (1) | 0 | 6  | 0  | 0/0/1 | 0     |
|                        | Bartosz Rosłoń       | 13 czerwca 1987      | 2007 | Wisła II Kraków       | 0       | 0  | 0     | 0 | (1)   | 0 | 1  | 0  | 0     | 0     |
|                        | Przemysław Rygielski | 13 czerwca 1987      | 2007 | Wisła II Kraków       | 0       | 0  | 0     | 0 | 4 (1) | 0 | 5  | 0  | 0     | 0     |
|                        | Przemysław Szabat    | 19 grudnia 1985      | 2007 | Wisła II Kraków       | (1)     | 0  | 0     | 0 | 2 (5) | 1 | 8  | 1  | 0     | 0     |
| 2                      | Michael Thwaite      | 2 maja 1983          | 2006 | National Bukareszt    | (1)     | 0  | 1     | 0 | 6     | 0 | 8  | 0  | 0/0/1 | 0     |
| Pomocnicy              |                      |                      |      |                       |         |    |       |   |       |   |    |    |       |       |
| 77                     | Jacob Burns          | 21 kwietnia 1978     | 2006 | Barnsley              | 0       | 0  | 0     | 0 | 2 (1) | 0 | 3  | 0  | 0/0/1 | 0/0/1 |
| 20                     | Mauro Cantoro        | 1 września 1976      | 2001 | Ascoli                | 27 (1)  | 1  | 5 (1) | 1 | 4 (2) | 0 | 40 | 2  | 5/2/1 | 0     |
| 15                     | Júnior Díaz          | 1 września 1976      | 2008 | Herediano             | 3 (4)   | 1  | 3 (2) | 0 | 4     | 0 | 16 | 1  | 2/2/1 | 0/1/0 |
| 44                     | Dariusz Dudka        | 9 grudnia 1983       | 2005 | Amica Wronki          | 17 (3)  | 1  | 4     | 0 | 3 (1) | 0 | 28 | 1  | 6/2/2 | 2/0/0 |
|                        | Sebastian Janik      | 18 kwietnia 1989     | 2007 | Wisła II Kraków       | 0       | 0  | 0     | 0 | (1)   | 0 | 1  | 0  | 0     | 0     |
| 16                     | Tomáš Jirsák         | 29 czerwca 1984      | 2007 | FK Teplice            | 4 (16)  | 2  | 4 (3) | 0 | 8     | 1 | 35 | 3  | 3/1/3 | 0     |
| 5                      | Kamil Kosowski       | 30 sierpnia 1977     | 1999 | Chievo Werona         | 12 (1)  | 1  | 1     | 0 | 0     | 0 | 14 | 1  | 1/0/0 | 0     |
|                        | David Kwiek          | 21 stycznia 1988     | 2007 | Wisła II Kraków       | 0       | 0  | 0     | 0 | (1)   | 0 | 1  | 0  | 0     | 0     |
| 21                     | Wojciech Łobodziński | 20 października 1982 | 2008 | Zagłębie Lubin        | 11      | 0  | 4     | 0 | (1)   | 0 | 16 | 1  | 0/1/0 | 0     |
| 29                     | Krzysztof Mączyński  | 23 maja 1987         | 2007 | Wisła II Kraków       | 1 (1)   | 0  | (1)   | 0 | 6 (2) | 1 | 11 | 1  | 0     | 0     |
| 10                     | Jean Paulista        | 28 listopada 1977    | 2005 | Maia                  | 11 (12) | 5  | 1 (3) | 0 | 6 (2) | 2 | 35 | 5  | 3/1/0 | 0     |
|                        | Artur Rado           | 26 marca 1986        | 2007 | Wisła II Kraków       | 0       | 0  | 0     | 0 | (2)   | 1 | 2  | 1  | 0     | 0     |
| 7                      | Radosław Sobolewski  | 13 grudnia 1976      | 2004 | Dyskobolia            | 25      | 2  | 3 (1) | 0 | 3     | 1 | 32 | 3  | 4/0/0 | 0     |
| 17                     | Marek Zieńczuk       | 24 września 1978     | 2004 | Amica Wronki          | 28      | 16 | 5     | 1 | 1     | 0 | 34 | 17 | 5/1/0 | 0     |
| Napastnicy             |                      |                      |      |                       |         |    |       |   |       |   |    |    |       |       |
| 9                      | Rafał Boguski        | 9 czerwca 1984       | 2006 | ŁKS Łomża             | 22 (5)  | 3  | 4 (3) | 0 | 4 (1) | 1 | 39 | 4  | 3/0/0 | 0     |
| 23                     | Paweł Brożek         | 21 kwietnia 1983     | 2001 | Wisła II Kraków       | 24 (3)  | 23 | 5 (1) | 3 | 1 (1) | 0 | 35 | 26 | 2/0/1 | 0     |
| 21                     | Piotr Ćwielong       | 23 kwietnia 1986     | 2007 | Ruch Chorzów          | 1 (5)   | 0  | 5 (1) | 0 | 0     | 0 | 12 | 0  | 2/0/0 | 0     |
| 40                     | Dudu                 | 18 lipca 1985        | 2007 | Sporting Clube de Goa | 2 (7)   | 1  | 1 (1) | 2 | 6 (1) | 3 | 18 | 6  | 0     | 0     |
| 31                     | Grzegorz Kmiecik     | 17 kwietnia 1984     | 2002 | Wisła II Kraków       | (1)     | 0  | 0     | 0 | 1 (1) | 1 | 3  | 1  | 0     | 0     |
| 19                     | Patryk Małecki       | 1 sierpnia 1988      | 2006 | Wisła II Kraków       | (7)     | 0  | 2     | 0 | 6     | 1 | 15 | 1  | 0/0/1 | 0     |
| 11                     | Radosław Matusiak    | 1 stycznia 1982      | 2008 | Sc Heerenveen         | 4 (4)   | 1  | 2 (1) | 0 | 1 (1) | 0 | 13 | 1  | 1     | 0     |
| 18                     | Andrzej Niedzielan   | 27 lutego 1979       | 2007 | NEC Nijmegen          | 4 (4)   | 1  | (1)   | 0 | 1     | 0 | 10 | 1  | 0     | 0     |
|                        | Paweł Smółka         | 23 października 1986 | 2007 | Wisła II Kraków       | 0       | 0  | 0     | 0 | (2)   | 1 | 3  | 1  | 0     | 0     |
| Stan na: 10 maja 2008. |                      |                      |      |                       |         |    |       |   |       |   |    |    |       |       |

W nawiasach wprowadzenia na boisko.
    odejścia ze składu     przyjścia do składu
1. ↑  od lutego 2008.
2. ↑  do stycznia 2008.
3. ↑  do 31 stycznia 2008.
4. ↑  rozwiązanie kontraktu 19 lutego 2008.
5. ↑  od 30 stycznia 2008.
6. ↑  rozwiązanie kontraktu 23 stycznia 2008.
7. ↑  od 8 lutego 2008.
8. ↑  do 9 stycznia 2008.
9. ↑  od 31 sierpnia 2007.
10. ↑  powrót z wypożyczenia od 1 stycznia 2008.
11. ↑  wypożyczony od lutego 2008.
12. ↑  wypożyczony od 6 lutego 2008.

### Transfery

#### Przyszli
| Poz            | Nazwisko             | Poprzedni klub        | Typ                   | Data transferu   | Kwota transferu | Źródło |
| -------------- | -------------------- | --------------------- | --------------------- | ---------------- | --------------- | ------ |
| Okienko letnie |                      |                       |                       |                  |                 |        |
| PO             | Krzysztof Mączyński  | Wisła II Kraków       | -                     | czerwiec 2007    | -               | [ 45 ] |
| PO             | Kamil Kosowski       | Chievo Werona         | powrót z wypożyczenia | czerwiec 2007    | -               | [ 46 ] |
| PO             | Rafał Boguski        | GKS Bełchatów         | powrót z wypożyczenia | czerwiec 2007    | -               | [ 47 ] |
| NA             | Grzegorz Kmiecik     | ŁKS Łódź              | powrót z wypożyczenia | czerwiec 2007    | -               | [ 48 ] |
| BR             | Marcin Juszczyk      | Górnik Wieliczka      | powrót z wypożyczenia | czerwiec 2007    | -               | [ 49 ] |
| OB             | Mariusz Magiera      | ŁKS Łódź              | powrót z wypożyczenia | czerwiec 2007    | -               | [ 50 ] |
| OB             | Przemysław Szabat    | Wisła II Kraków       | -                     | czerwiec 2007    | -               | [ 51 ] |
| PO             | Piotr Ćwielong       | Ruch Chorzów          | transfer              | 30 czerwca 2007  | 200 000 €       | [ 52 ] |
| PO             | Tomáš Jirsák         | FK Teplice            | transfer              | 10 lipca 2007    | 740 000 €       | [ 54 ] |
| NA             | Andrzej Niedzielan   | NEC Nijmegen          | transfer              | 16 lipca 2007    | bez odstępnego  | [ 55 ] |
| BR             | Ilie Cebanu          | SVA Kindberg          | transfer              | lipiec 2007      | bez odstępnego  | [ 56 ] |
| NA             | Dudu                 | Sporting Clube de Goa | transfer              | 31 sierpnia 2007 | bez odstępnego  | [ 57 ] |
| Okienko zimowe |                      |                       |                       |                  |                 |        |
| NA             | Grzegorz Kmiecik     | Zagłębie Sosnowiec    | powrót z wypożyczenia | styczeń 2008     | -               | [ 58 ] |
| PO             | Júnior Díaz          | Herediano             | transfer              | 30 stycznia 2008 | 300 000 €       | [ 60 ] |
| NA             | Radosław Matusiak    | Sc Heerenveen         | wypożyczenie          | 6 lutego 2008    | bez odstępnego  | [ 61 ] |
| PO             | Wojciech Łobodziński | Zagłębie Lubin        | transfer              | 8 lutego 2008    | 400 000 €       | [ 63 ] |
| OB             | Mateusz Kowalski     | Wisła II Kraków       | -                     | luty 2008        | -               | [ 64 ] |

Kwoty transferowe bez podanego źródła oparto na podstawie Transfermarkt.
Stan na: 10 maja 2008.

#### Odeszli
| Poz            | Nazwisko             | Nowy klub          | Typ                   | Data transferu   | Kwota transferu | Źródło |
| -------------- | -------------------- | ------------------ | --------------------- | ---------------- | --------------- | ------ |
| Okienko letnie |                      |                    |                       |                  |                 |        |
| PO             | Jakub Błaszczykowski | Borussia Dortmund  | transfer              | 22 lutego 2007   | 2 8000 000 €    | [ 5 ]  |
| BR             | Emilian Dolha        | Lech Poznań        | koniec kontraktu      | 6 czerwca 2007   | -               | [ 6 ]  |
| PO             | Hristu Chiacu        | Dinamo Bukareszt   | koniec kontraktu      | 22 czerwca 2007  | -               | [ 65 ] |
| OB             | Maciej Stolarczyk    | GKS Bełchatów      | transfer              | 24 czerwca 2007  | bez odstępnego  | [ 66 ] |
| NA             | Branko Radovanović   | UTA Arad           | koniec kontraktu      | 25 czerwca 2007  | bez odstępnego  | [ 67 ] |
| NA             | Stanko Svitlica      | FK Čukarički       | koniec kontraktu      | 9 lipca 2007     | bez odstępnego  | [ 68 ] |
| PO             | Marek Penksa         | Dynamo Drezno      | koniec kontraktu      | 18 lipca 2007    | bez odstępnego  | [ 69 ] |
| NA             | Grzegorz Kmiecik     | Zagłębie Sosnowiec | wypożyczenie          | 22 lipca 2007    | bez odstępnego  | [ 48 ] |
| PO             | Konrad Gołoś         | Górnik Zabrze      | wypożyczenie          | 25 lipca 2007    | bez odstępnego  | [ 70 ] |
| PO             | Nikola Mijailović    | FK Chimki          | rozwiązanie kontraktu | lipiec 2007      | -               | [ 71 ] |
| Okienko zimowe |                      |                    |                       |                  |                 |        |
| NA             | Piotr Ćwielong       | Ruch Chorzów       | wypożyczenie          | 9 stycznia 2008  | bez odstępnego  | [ 72 ] |
| PO             | Kamil Kosowski       | Cádiz CF           | rozwiązanie kontraktu | 23 stycznia 2008 | bez odstępnego  | [ 73 ] |
| PO             | Michael Thwaite      | SK Brann           | transfer              | 31 stycznia 2008 | 150 000 €       | [ 75 ] |
| OB             | Mariusz Magiera      | Górnik Zabrze      | transfer              | styczeń 2008     | 80 000 €        | [ 76 ] |
| OB             | Mikołaj Kałuda       | UKS SMS Łódź       | rozwiązanie kontraktu | 16 lutego 2008   | -               | [ 77 ] |
| PO             | Jacob Burns          | Unirea Urziceni    | rozwiązanie kontraktu | 19 lutego 2008   | bez odstępnego  | [ 78 ] |
| PO             | Patryk Małecki       | Zagłębie Sosnowiec | wypożyczenie          | luty 2008        | bez odstępnego  | [ 79 ] |

Kwoty transferowe bez podanego źródła oparto na podstawie Transfermarkt.
Stan na: 10 maja 2008.

#### Nowe kontrakty
| Poz            | Nazwisko      | Koniec kontraktu | Typ           | Źródło |
| -------------- | ------------- | ---------------- | ------------- | ------ |
| Okienko zimowe |               |                  |               |        |
| PO             | Rafał Boguski | 30 czerwca 2012  | nowy kontrakt | [ 80 ] |
| OB             | Cléber        | 30 czerwca 2010  | nowy kontrakt | [ 81 ] |

Stan na: 10 maja 2008.

## Zarząd i sztab szkoleniowy

### Przed sezonem
Po zakończeniu sezonu 2006/2007 trener bramkarzy Ryszard Jankowski przeniósł się do Dyskobolii Grodzisk Wielkopolski.
13 czerwca Mariusz Heler na konferencji prasowej przedstawił oficjalnie nowego trenera Macieja Skorżę i dyrektora sportowego Jacka Bednarza. Do sztabu szkoleniowego krakowskiego klubu dołączył Andrzej Blacha w roli asystenta. Treningi bramkarzy przejął Jacek Kazimierski. Funkcje w zespole zachowali Andrzej Bahr i Kazimierz Moskal.
19 czerwca rada nadzorcza krakowskiego klubu przyjęła rezygnację Mariusza Helera ze stanowiska prezesa. Nowym zwierzchnikiem został Marek Wilczek.
W lipcu sztab szkoleniowy uzupełnił Rafał Janas w roli drugiego asystenta. Kolejnym kierownikiem pierwszej drużyny został Robert Adaszyński.

### Runda wiosenna
W ostatnim dniu marca 2008 roku Andrzej Blacha rozwiązał ze skutkiem natychmiastowym kontrakt w krakowskim klubie z powodu toczącego się postępowania prokuratorskiego związanego z zarzutami korupcyjnymi w okresie poprzedzającym zatrudnienie w Wiśle.

### Personel
| Stanowisko                         | Imię i nazwisko                             | Uwagi                                                                |
| ---------------------------------- | ------------------------------------------- | -------------------------------------------------------------------- |
| Prezes                             | Marek Wilczek Mariusz Heler                 | od 1 lipca 2007 27 grudnia 2006 – 30 czerwca 2007                    |
| Wiceprezes                         | Romualda Piotrowska                         | 8 lutego – 6 lipca 2007                                              |
| Wiceprzewodniczący rady nadzorczej | Zbigniew Zawartka                           | od 8 lutego 2007                                                     |
| Sekretarz                          | Piotr Bębenek                               | od 8 lutego 2007                                                     |
| Członkowie rady nadzorczej         | Michał Pawłowski Michał Róg Tadeusz Król    | od 14 listopada 2007 od 8 lutego 2007 8 lutego – 14 listopada 2007   |
| Trener                             | Maciej Skorża                               | od 13 czerwca 2007                                                   |
| Asystent trenera                   | Rafał Janas Andrzej Blacha Kazimierz Moskal | od 16 lipca 2007 13 czerwca 2007 - 31 marca 2008 od 17 kwietnia 2007 |
| Dyrektor sportowy                  | Jacek Bednarz                               | od 1 czerwca 2007                                                    |
| Dyrektor wykonawczy                | Kazimierz Antkowiak                         | od 12 października 2006                                              |
| Trener przygotowania fizycznego    | Andrzej Bahr                                | od 18 września 2006                                                  |
| Analityk                           | Dawid Zajączkowski                          | od 2006                                                              |
| Kierownik drużyny                  | Robert Adaszyński Maciej Musiał             | od lipca 2007 19 grudnia 2006 - lipiec 2007                          |
| Trener bramkarzy                   | Jacek Kazimierski                           | od 13 czerwca 2007                                                   |
| Masażysta                          | Marcin Bisztyga Zbigniew Woźniak            | od 2005 od 21 czerwca 1989                                           |
| Lekarz                             | Mariusz Urban                               | od 1997                                                              |
| Wisła II Kraków                    |                                             |                                                                      |
| Trener                             | Tomasz Kulawik Andrzej Bahr                 | od stycznia 2007 29 czerwca 2006 - styczeń 2007                      |

Daty pełnienia funkcji w radzie nadzorczej na podstawie wpisów w Centralnej Informacji Krajowego Rejestru Sądowego.